# Classe Tenryu
La classe Tenryu fu una classe di incrociatori leggeri della Marina imperiale giapponese, composta da due unità entrate in servizio nel 1919.
Prima classe di incrociatori leggeri della Marina giapponese, i Tenryu furono unità per certi versi sperimentali e divenute rapidamente obsolete a fronte delle costruzioni analoghe presso altre marine; le due unità furono tuttavia conservate in servizio come conduttori di flottiglia, prendendo parte alla seconda guerra mondiale sul fronte dell'Oceano Pacifico. Entrambe le unità presero parte alla presa dell'isola di Wake, per poi operare principalmente nel teatro del Pacifico sud-occidentale prendendo parte alle operazioni della campagna di Guadalcanal, della campagna delle isole Salomone e della campagna della Nuova Guinea; le unità operarono anche come scorta per i convogli di mercantili.
Tutti e due gli incrociatori andarono perduti nel corso del conflitto, entrambi caduti vittima di attacchi di sommergibili statunitensi: il Tenryu nel 1942 e il Tatsuta nel 1944.

## Caratteristiche

### Il progetto

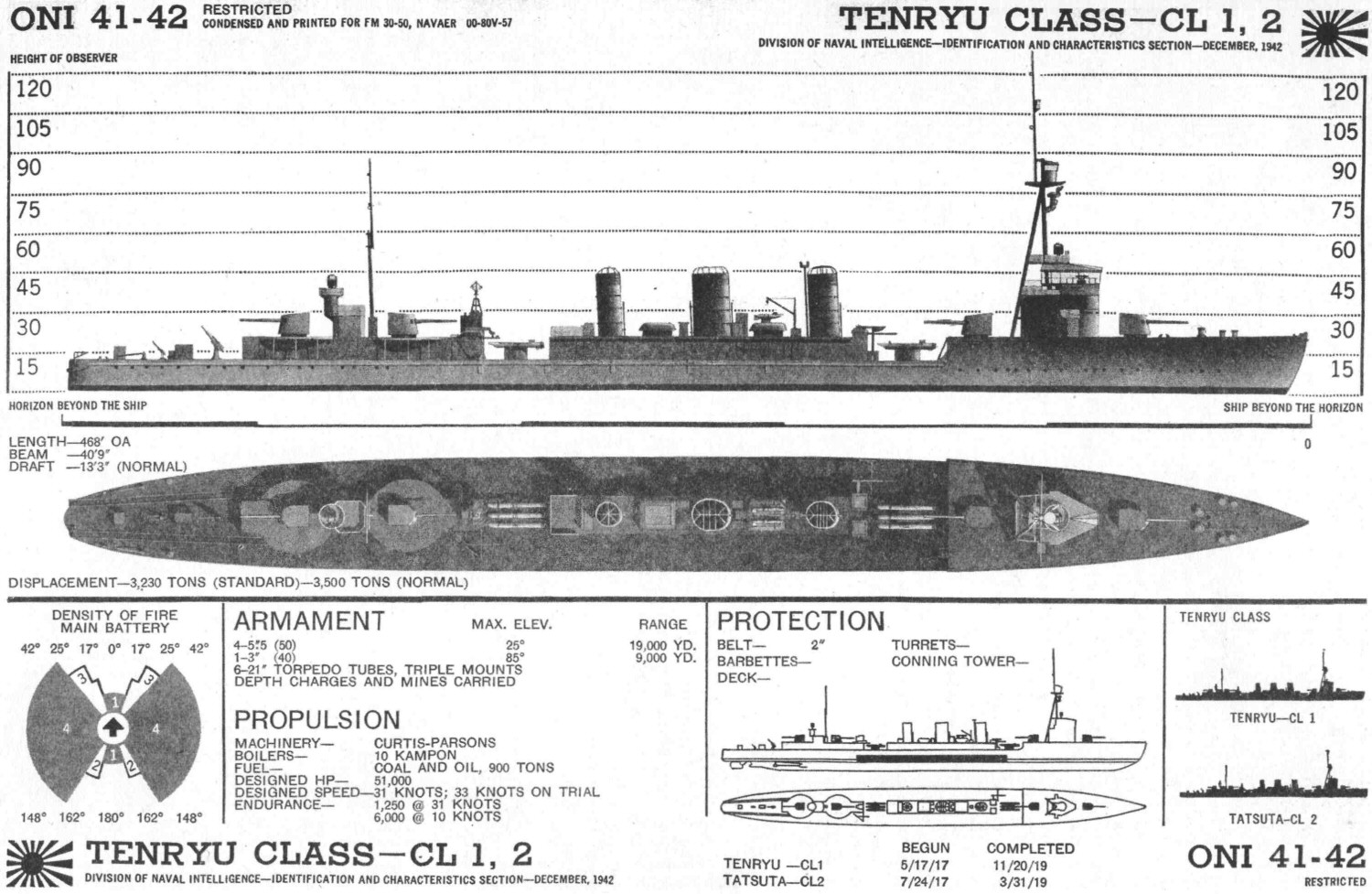
Schema delle unità

La realizzazione delle unità classe Tenryu fu autorizzata con il programma di costruzioni navali approvato nel 1915 (o del 1916), anche se l'impostazione delle due unità si ebbe solo nel 1917. L'ispirazione progettuale della nuova classe, la prima classe di incrociatori leggeri in servizio con la Marina imperiale nipponica, veniva dalle unità della classe Arethusa entrate in servizio per la Royal Navy tra il 1914 e il 1915, anche se vi erano varie differenze che rendevano le unità giapponesi molto più che mere copie di quelle britanniche. Diverso era anche il ruolo tattico: se gli Arethusa ricoprivano tanto la funzione di conduttore di flottiglia per le formazioni di cacciatorpediniere quanto quella di unità da esplorazione e avanguardia per la fotta da battaglia (ovvero di "esploratori" secondo la terminologia dell'epoca), i Tenryu erano più specializzati sul primo compito preferendo i giapponesi destinare la funzione di avanguardia a una successiva classe di incrociatori di maggiori dimensioni e armamento, ancora in fase di sviluppo (progetto poi evolutosi in quello degli incrociatori pesanti classe Furutaka). I Tenryu si rivelarono in generale unità sperimentali, adeguate e innovative per l'epoca in cui furono impostate ma destinate a essere surclassate rapidamente dalle nuove classi di incrociatori leggeri in costruzione per le flotte rivali; la costruzione si fermò quindi a due unità e il progetto venne successivamente rivisto evolvendo in quello delle unità classe Kuma dei primi anni 1920, più grandi e dotate di miglior armamento.
Lo scafo dei Tenryu era lungo fuori tutto 142,9 metri (134,1 metri tra le perpendicolari, 139,5 metri alla linea di galleggiamento), per una larghezza massima di 12,3 metri e un pescaggio di 3,96 metri; alla costruzione il dislocamento standard si aggirava sulle 3 948 tonnellate, cifra che saliva a 4 350 tonnellate con la nave a pieno carico. Le sovastrutture vedevano una torre di comando a prua sormontata da un albero, tre fumaioli a centro nave e un albero secondario a poppa. L'equipaggio ammontava a 327-332 tra ufficiali e marinai.

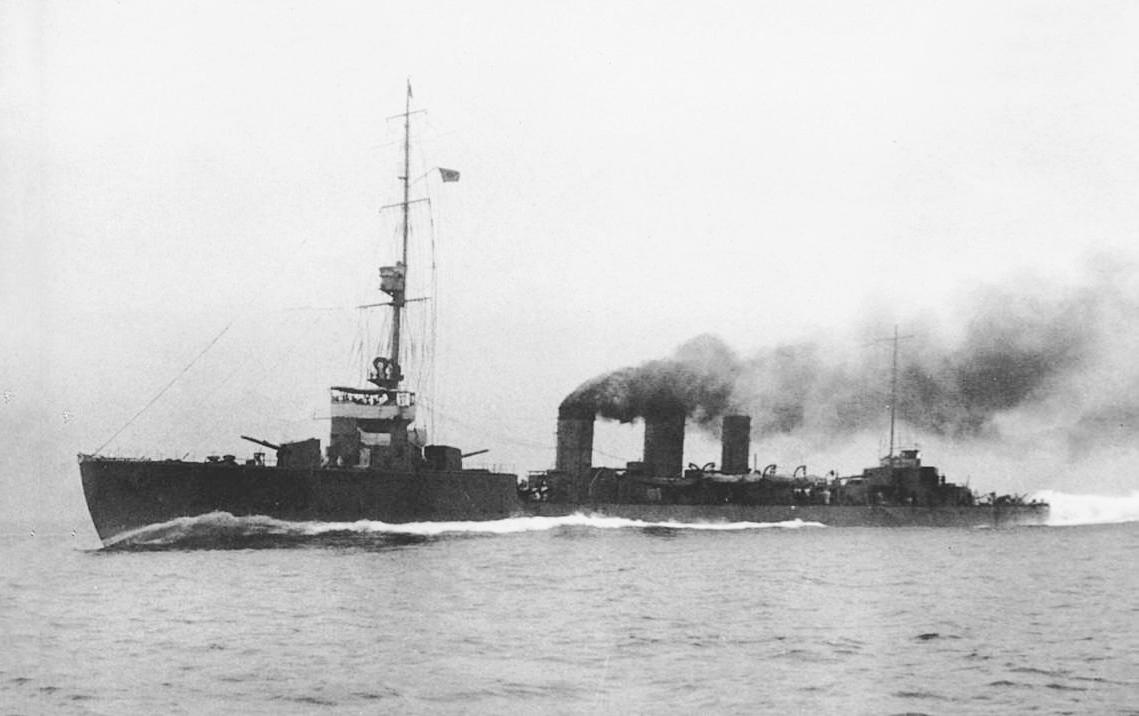
Il Tatsuta alle prove in mare nel 1919

I Tenryu erano spinti da tre turbine a vapore della Brown-Curtis, alimentate da dieci caldaie Kampon ad alimentazione mista olio combustibile-carbone e azionanti tre alberi motore. La potenza complessiva si aggirava sui 51 000 shp, il che garantiva una velocità massima di 33 nodi (61 km/h): tre nodi in più che sugli Arethusa, ma due nodi in meno che sui classe Omaha della United States Navy di poco successivi. L'autonomia si aggirava sulle 6 000 miglia nautiche (11 000 km) alla velocità di crociera di 10 nodi (19 km/h).
L'armamento di artiglieria dei Tenryu si rivelò il punto debole delle unità, essendo inferiore tanto alle similari unità coeve che a quelle successive. In luogo della combinazione di pezzi in calibro 152 mm e 102 mm degli Arethusa, i Tenryu montavano una batteria principale uniforme di quattro cannoni da 140 mm Type 3 in impianti singoli scudati, disposti però in una configurazione poco funzionale: due pezzi erano a prua davanti e dietro la torre di comando e due a poppa sempre uno dietro l'altro, il che consentiva alla nave di fare fuoco nell'arco frontale ("in caccia") e nell'arco posteriore ("in ritirata") con solo un pezzo; gli impianti collocati verso centro nave avevano inoltre un angolo di tiro piuttosto ridotto. Come armamento antiaereo erano portati un cannone da 76 mm Type 3 e due mitragliatrici da 6,5 mm collocate a centro nave, adeguato per l'epoca ma destinato a diventare rapidamente obsoleto; più potente l'armamento silurante, con due impianti da tre tubi lanciasiluri da 533 mm (la prima montatura tripla per dei lanciasiluri sperimentata dalla Marina giapponese) collocati a centro nave; le navi potevano inoltre imbarcare e rilasciare 48 mine navali. La protezione era data da una cintura corazzata spessa 63 mm, estesa però a coprire solo lo spazio delle sale macchine e non (come sugli Arethusa) per tutta la lunghezza dello scafo; era inoltre presente un ponte corazzato spesso 25 mm, mentre la torre di comando aveva una blindatura spessa 51 mm sui fianchi e 25 mm sul tetto.

### Modifiche successive
La rapida obsolescenza dei Tenryu portò a vari progetti circa un loro miglioramento. Nel 1936, a modello di quanto stavano facendo i britannici con i loro vecchi incrociatori leggeri classe C della prima guerra mondiale, venne proposto di trasformare i Tenryu in incrociatori antiaerei, sostituendo l'armamento originario con una combinazione di cannoni da 127 mm Type 89 (quattro impianti binati) a impiego duale antinave/antiaereo e di mitragliere da 25 mm Type 96 (quattro impianti tripli); il progetto venne rivisto nel 1938 escludendo l'installazione dei pezzi da 127 mm e preferendo al loro posto quello di due impianti binati di cannoni da 76 mm Type 3, ma alla fine non se ne fece niente e l'unica modifica fu, nel 1940, la sostituzione dell'armamento antiaereo originario con due impianti binati di mitragliere da 25 mm. Nello stesso anno le caldaie ad alimentazione mista furono sostituite con altre alimentate unicamente a olio combustibile.
Nel 1942 l'armamento antiaereo delle due unità fu ulteriormente potenziato con l'aggiunta di altri due impianti binati da 25 mm; il solo Tatsuta ricevette, nel 1943, un altro impianto binato da 25 mm oltre a quattro lanciatori e due tramogge per bombe di profondità, unitamente a un paio di impianti radar.

## Unità
| Nome    | Cantiere                    | Impostazione   | Varo           | Entrata in servizio | Destino finale                                                                                   |
| ------- | --------------------------- | -------------- | -------------- | ------------------- | ------------------------------------------------------------------------------------------------ |
| Tenryu  | Arsenale navale di Sasebo   | 17 maggio 1917 | 11 marzo 1918  | 20 novembre 1919    | affondato il 18 dicembre 1942 dal sommergibile statunitense USS Albacore al largo di Madang      |
| Tatsuta | Arsenale navale di Yokosuka | 24 luglio 1917 | 29 maggio 1918 | 31 marzo 1919       | affondato il 13 marzo 1944 dal sommergibile statunitense USS Sand Lance al largo di Hachijō-jima |